# لي نيكولز
لي نيكولز (بالإنجليزية: Lee Nicholls)‏ هو لاعب كرة قدم بريطاني في مركز حراسة المرمى، ولد في 5 أكتوبر 1992 في Huyton ‏ في المملكة المتحدة. شارك مع منتخب إنجلترا تحت 19 سنة لكرة القدم ومنتخب إنجلترا تحت 20 سنة لكرة القدم. أما مع النوادي، فقد لعب مع شروزبري تاون وشيفيلد وينزداي ونادي أكرينغتون ستانلي ونادي بريستول روفيرز ونادي هارتلبول يونايتد ونورثامبتون تاون وويغان أتلتيك.

## وصلات خارجية
- لي نيكولز على موقع قاعدة بيانات كرة القدم.إي يو (الإنجليزية)
- لي نيكولز على موقع Soccerbase.com (لاعب) (الإنجليزية)
- لي نيكولز على موقع Soccerway.com (الإنجليزية)
- لي نيكولز على موقع عالم كرة القدم.نت (الإنجليزية)
- لي نيكولز على موقع AS.com (الإسبانية)